# Selfish Machines
Selfish Machines (traducido como Máquinas egoístas) es el segundo álbum de estudio de la banda de post-hardcore Pierce the Veil, lanzado por Equal Vision Records el 21 de junio del 2010. El título del álbum está derivado de la canción The Sky Under the Sea.
El bonus track de iTunes, She Makes Dirty Words Sound Pretty cuenta con las voces de Jonny Craig, fue grabada en el año 2007, sin lanzar hasta ahora, aunque fue cantada en vivo.
El 1 de octubre, la banda lanzó el video de Caraphernelia, dirigido por Robby Starbuck, el video cuenta con las voces y la actuación del vocalista Jeremy McKinnon de A Day to Remember.

## Listado de canciones
1. "Besitos" - 4:22
2. "Southern Constellations" - 1:05
3. "The Boy Who Could Fly" - 5:18
4. "Caraphernelia" (Con Jeremy McKinnon de A Day to Remember) - 4:28
5. "Fast Times at Clairemont High" - 4:01
6. "The New National Anthem" - 4:00
7. "Bulletproof Love" - 3:57
8. "Stay Away from My Friends" - 4:41
9. "I Don't Care If You're Contagious" - 3:24
10. "Disasterology" - 3:26
11. "Million Dollar Houses (The Painter)" - 4:01
12. "The Sky Under The Sea" - 4:36

Edición Deluxe de iTunes
1. "She Makes Dirty Words Sound Pretty" (Con Jonny Craig de Dance Gavin Dance) - 3:51

## Personal
Créditos de Selfish Machines por Allmusic.

### Músicos
| Pierce the Veil - Vic Fuentes - Voces, guitarra principal, guitarra rítmica, guitarras acústicas, piano, teclados, sintetizadores, programación, lap steel - Mike Fuentes - Batería, percusión, beats, coros - Jaime Preciado - Bajo, programación, coros - Tony Perry - Guitarra principal, guitarra rítmica, guitarras acústicas, coros | Músicos invitados - Jeremy McKinnon - Voces (en Caraphernelia) - Jonny Craig - Voces (en She Makes Dirty Words Sound Pretty) - Mike Green - Guitarras adicionales - Vanessa Harris - Voces femeninas (en Besitos y I Don't Care If You're Contagious) - Tom Denney - Compositor - Dave Yaden - Compositor |

### Producción
| - Mike Green - Producción, mezcla, ingeniería - Vic Fuentes - Producción, mezcla - Alan Douches - Masterización - Vanessa Harris - Asistente de ingeneriero - Kyle Black - Ingeniería, editor | - Will McCoy - Asistente de inginero - Phill Mamula - Dirección de arte, fotografía - Kyle Crawford - Logo - Francesca Caldara - A&R |

## Chart
| Billboard Charts(2010) | Peak position |
| ---------------------- | ------------- |
| Billboard 200          | 106           |
| Rock Albums            | 31            |
| Top Heatseekers        | 1             |
| Independent Albums     | 16            |
| Alternative Albums     | 17            |
| Hard Rock Albums       | 9             |